# Hoplitis viridimicans
Hoplitis viridimicans är en biart som först beskrevs av Cockerell 1897.  Hoplitis viridimicans ingår i släktet gnagbin, och familjen buksamlarbin. Inga underarter finns listade i Catalogue of Life.